# نهائي بطولة أمم أوروبا 2024
نهائي بطولة أمم أوروبا 2024 (بالإنجليزية: UEFA Euro 2024 final) هي المباراة النهائية التي تحدد المنتخب الفائز في بطولة أمم أوروبا 2024، من النسخة السابعة عشرة من مسابقة الاتحاد الأوروبي لكرة القدم لفرق كرة القدم للرجال. أقيمت المباراة يوم الأحد 14 يوليو 2024 على الملعب الأولمبي في برلين، ألمانيا. بين المنتخب الإسباني لكرة القدم وبين منتخب إنجلترا لكرة القدم، يمثل هذا الحدث ثاني ظهور لمنتخب إنجلترا في نهائي بطولة الأمم الأوروبية على التوالي وأول نهائي في بطولة كبرى يصله المنتخب الإنجليزي خارج أرضه، حيث يسعى للفوز بالمسابقة للمرة الأولى في تاريخه، من جانبه يتطلع منتخب إسبانيا لتحقيق رقم قياسي للفوز باللقب الرابع في تاريخه. أعلنت لجنة الحكام بالاتحاد الأوروبي لكرة القدم عن الطاقم التحكيمي الذي سيدير مباراة نهائي بقيادة الحكم الفرنسي فرانسوا ليتكسير، بمساعدة مواطنيه سيريل موجنييه ومهدي رحموني، بينما سيتولى البولندي سيمون مارسينياك مهمة الحكم الرابع، ويتولى مهمة حكم الفيديو الفرنسي جيروم بريسارد ويعاونه مواطنه ويلي ديلاجو.
بالنظر لمشوار المنتخبين في البطولة وصولاً إلى النهائي يعتبر المنتخب الإسباني على الورق هو الطرف الأقوى وصاحب الحظوظ الأكبر أمام منتخب الإنجليزي، إذ لفت الأنظار في طريقه إلى نهائي بطولة أمم أوروبا 2024، بفوزه في جميع مبارياته، محافظاً على نظافة شباكه في مرحلة المجموعات ضد منتخبات كرواتيا وإيطاليا وألبانيا، بعد ذلك تغلبت إسبانيا على جورجيا في ثمن النهائي على الرغم من تأخرها بهدف، ثم تفوق على المنتخبين العملاقين ألمانيا وفرنسا على التوالي في طريقه إلى النهائي. على الجانب الآخر وبالرغم من أن المنتخب الإنجليزي على بعد خطوة واحد من تحقيق اللقب افتقر إلى الأداء القوي بدا أداءه مُملا إلى حد ما رغم وصوله إلى نهائي البطولة. إذ بدأ مشواره بفوز متواضع أمام منتخب صربيا، اتبعه بتعادل مع منتخبي الدانمارك وسلوفينيا، الأمر الذي عرّض المدرب غاريث ساوثغيت ولاعبيه لانتقادات شديدة، كان المنتخب الإنجليزي على وشك الإقصاء أمام منتخب سلوفاكيا المتواضع فنيًا قبل أن يفوز بفضل جود بيلينغهام وهاري كين، ثم تجاوز منتخب سويسرا بركلات الترجيح، مع بلوغه المربع الذهبي، حالف المنتخب الإنجليزي الحظ في نصف النهائي بتغلبه على المنتخب الهولندي في الدقيقة الأخيرة من المباراة.
في مباراة النهائي تفوق المنتخب الإسباني على نظيره الإنجليزي بثنائية مقابل هدف 2–1، محققًا رابع ألقابه في البطولة بعد سنوات 1964، 2008، 2012، وبهذا يصبح منتخب لاروخا الأكثر تتويجًا ببطولة أمم أوروبا، متجاوزًا المنتخب الألماني صاحب الثلاث ألقاب. أضحى المنتخب الإنجليزي أول منتخب يخسر نهائيين متتالين في تاريخ المسابقة.

## الفرق
| فريق    | المشاركات السابقة في نهائيات بطولة أمم أوروبا (الخط الغليظ للأرقام يشير لسنة التتويج باللقب) |
| ------- | -------------------------------------------------------------------------------------------- |
| إسبانيا | 4 (1964، 1984، 2008، 2012)                                                                   |
| إنجلترا | 1 (2020)                                                                                     |

## المكان

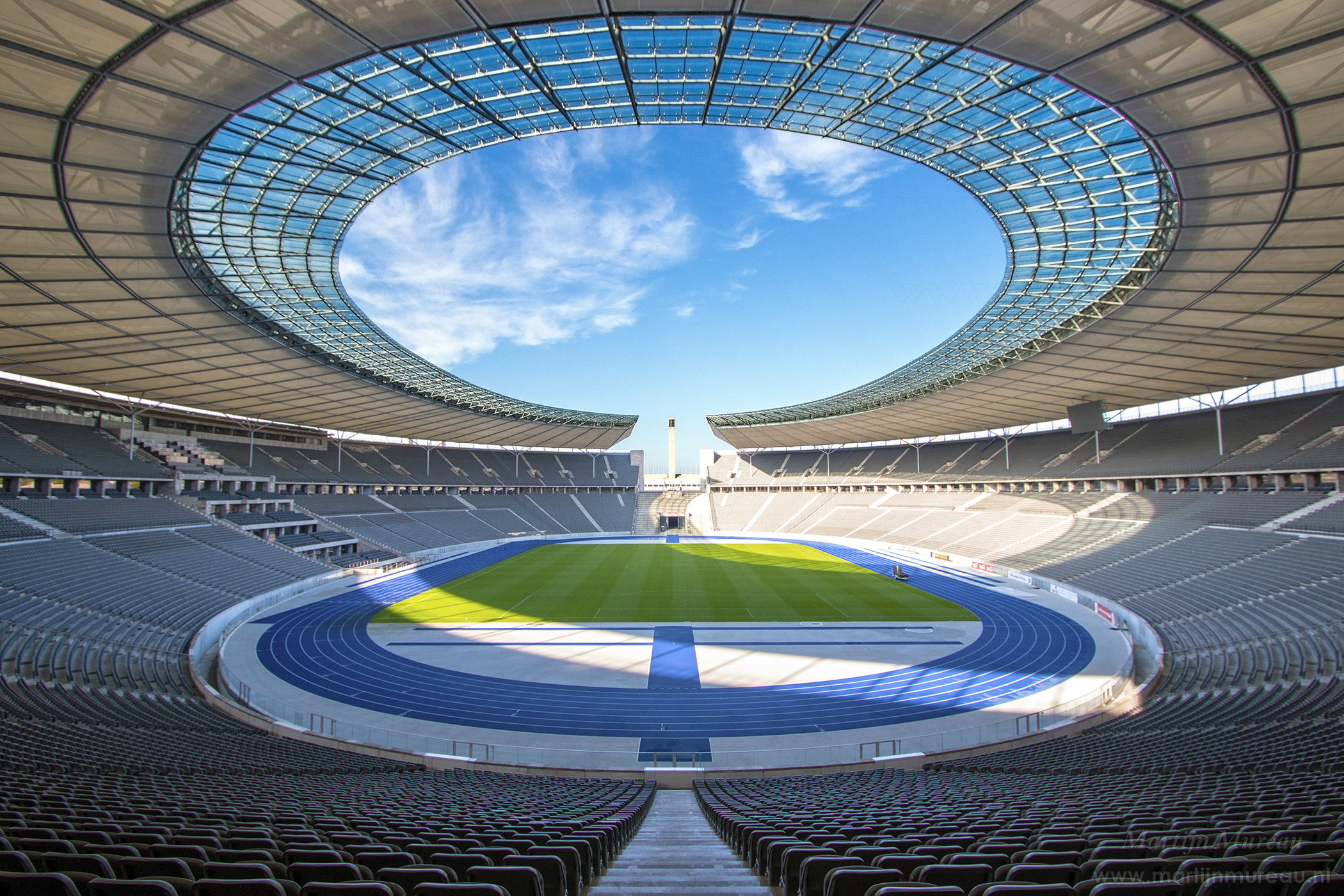
الجزء الداخلي من الملعب الأولمبي

أعلن الاتحاد الأوروبي لكرة القدم في 27 سبتمبر 2018 أن بطولة الأمم أوروبا 2024 ستقام في ألمانيا بعد فوزه على تركيا في تصويت اختيار المضيف في نيون، سويسرا. تم اختيار الملعب الأولمبي ليكون الملعب الأخير للبطولة من قبل اللجنة التنفيذية للاتحاد الأوروبي لكرة القدم في مايو 2022، حيث أُعلن عن أنه سيستضيف أيضًا ثلاث مباريات في دور المجموعات، ومباراة دور الستة عشر، ومباراة ربع النهائي في البطولة يقع الملعب الأولمبي في ويست إند ببلدة شارلوتنبورغ-فيلمرسدورف في برلين، ألمانيا.
افتتُح الملعب الأولمبي في عام 1936 في الحديقة الأولمبية في برلين والذي كان مخصصًا لدورة الألعاب الأولمبية الصيفية 1936. الملعب مملوك لولاية برلين وهو الملعب الرئيسي لنادي كرة القدم هيرتا برلين منذ عام 1963. كما لعب المنتخب الألماني أحيانًا مبارياته على أرضه في الملعب. استضاف الملعب الأولمبي أيضًا العديد من المباريات المهمة، بما في ذلك عدة مباريات في كأس العالم 1974 و2006، والتي تضمنت المباراة النهائية بين إيطاليا وفرنسا. لقد كان مكانًا للمباراة النهائية لمسابقة كأس الاتحاد الألماني لكرة القدم كل عام منذ عام 1985. كما كان بمثابة مكان لكأس العالم للسيدات 2011 بالإضافة إلى نهائي دوري أبطال أوروبا 2015 بين برشلونة ويوفنتوس.

## الطريق إلى النهائي

### إسبانيا
تأهل منتخب إسبانيا إلى البطولة بعد تصدره لمجموعته في التصفيات، حيث فاز في سبع مباريات وخسر مباراة واحدة كانت أمام منتخب إسكتلندا؛ انتهت المباراة بنتيجة هدفين دون مقابل. أوقعت القرعة المنتخب الإسباني في المجموعة الثانية، إلى جانب كل من حامل لقب النسخة الماضية المنتخب الإيطالي، ثالث مونديال 2022 كرواتيا وألبانيا، أطلق على المجموعة لاحقًا مسمَّى "مجموعة الموت". استهلت إسبانيا مبارياتها بفوز كبير على المنتخب الكرواتي 3–0 بالملعب الأولمبي، افتتح ألفارو موراتا التسجيل في الدقيقة 29، ثم أضاف فابيان رويز الهدف الثاني في الدقيقة 32 قبل أن يسجل داني كارفاخال الهدف الثالث في الدقيقة الثانية من الوقت المضاف من الشوط الأول 2+45 بصناعة من لامين يامال، الذي أصبح أصغر لاعب يشارك في بطولة أمم أوروبا، وأصغر من يصنع هدفًا في البطولة بعمر 16 عامًا و338 يومًا. في الجولة الثانية، التقى المنتخبان الإسباني والإيطالي على ملعب فيلتينس أرينا، سجَّل الإيطالي ريكاردو كالافيوري هدف المباراة الوحيد بالخطأ في مرمى فريقه في الدقيقة 55، لتتأهل إسبانيا إلى الدور ثمن النهائي في صدارة المجموعة. في الجولة الأخيرة أمام ألبانيا، ونظرًا لتأهل إسبانيا مسبقًا للدور القادم في الصدارةـ اعتمد المدرب لويس دي لا فوينتي على وجوه الجديدة في التشكيلة، وانتصر فريقه بهدف لصفر من تسجيل فيران توريس في الدقيقة 13.
في أدوار خروج المغلوب، التقوا في دور الستة عشر ثالث المجموعة السادسة منتخب جورجيا بملعب راين إنرجي، تقدم الأخير في المباراة بهدف ذاتي من روبين لو نورماند في الدقيقة 18، قبل أن يقلب الإسبان النتيجة لمصلحتهم عن طريق رودري (39') وفابيان رويز (51') ونيكو ويليامز (75') وداني أولمو (83') لتنتهي المباراة بنتيجة 4–1. في ربع النهائي، واجه منتخب لاروخا نظيره الألماني ممثل البلد المنظم على ملعب إم إتش بي أرينا، في لقاء متجدد عن نهائي بطولة أمم أوروبا 2008 الذي انتهى لمصلحة الإسبان 1–0، منح داني أولمو الأسبقية لمنتخب بلاده في الدقيقة 51، ثم عدَّل فلوريان فيرتز النتيجة في الدقيقة 89 لينتهي الوقت الأصلي بالتعادل الإيجابي ويحتكم المنتخبان لشوطين إضافيين، استمر التعادل إلى حدود الدقيقة 119، حين ارتقى ميكل ميرينو واضعًا الكرة في شباك ألمانيا برأسية مُحكَمة. في نصف النهائي، واجهت إسبانيا نظيرتها فرنسا وصيفة كأس العالم 2022 على أرضية ملعب أليانز أرينا، منح راندال كولو مواني الأسبقية للفرنسيين عند الدقيقة التاسعة، أحرز لامين يامال هدف التعادل للإسبان في الدقيقة 21 من تسديدة من خارج منطقة الجزاء، هذا الهدف جعل لامين أصغر لاعب يُسَّجلُ هدفًا في تاريخ البطولة القارية في عمر 16 عامًا و362 يومًا، بعدها بأربعة دقائق، أضاف داني أولمو الهدف الثاني، استمر التفوق الإسباني إلى نهاية المباراة، لتعبر إسبانيا إلى نهائي بطولة أمم أوروبا للمرة الخامسة في تاريخها، والأولى منذ نهائي 2012 الذي انتهى برباعية نظيفة في شباك إيطاليا.

### إنجلترا
صعدت إنجلترا للنهائيات عقب انهائها لمجموعتها ضمن التصفيات في الصدارة، بستة انتصارات وتعادلين، وُضِعَت إنجلترا في المجموعة الثالثة، إلى جانب منتخبات صربيا والدنمارك وسلوفينيا. افتتحت إنجلترا مشاركتها بالفوز على صربيا 1–0 من تسجيل جود بيلينغهام في الدقيقة 13 في ملعب فيلتينس أرينا. وتعادلت ضد الدنمارك على ملعب كومرتسبانك أرينا بهدف لمثله، بعد تقدم هاري كين في الدقيقة 18 ورد مورتن هيولماند بهدف التعادل 34'، بينما انتهت المباراة الختامية أمام سلوفينيا بالتعادل السلبي 0–0 في كولونيا، لتنهي إنجلترا المجموعة في الصدارة بخمسة نقاط.
في المرحلة النهائية، واجهت إنجلترا في دور الثمن ثالث المجموعة الخامسة منتخب سلوفاكيا، في فيلتينس أرينا، منح إيفان شرانز سلوفاكيا الأفضلية في الدقيقة 25، وفي أخر أنفاس المباراة، أدرك جود بيلينغهام التعادل من ضربة مقصية ليتم الاحتكام للوقت الإضافي الذي سَجَّل هاري كين في أولى دقيقة منه هدف التقدم والفوز. في ربع النهائي، ضد سويسرا على ملعب مركور شبيل أرينا، افتتح بريل إمبولو النتيجة للسويسريين في الدقيقة 75، قبل أن يرد بوكايو ساكا بعد خمسة دقائق، مُدِّدَت المباراة إلى شوطين إضافيين لم تتغير خلالهما النتيجة، لتكون ركلات الجزاء الترجيحية حاسمة في تحديد هوية المتأهل، نجح كول بالمر وجود بيلينغهام وبوكايو ساكا وإيفان توني وترنت ألكساندر-أرنولد في تسجيل ركلاتهم، بينما نفَّذ وفابيان شير وجردان شكيري وزكي أمدوني كراتهم بنجاح فيما تصدى جوردان بيكفورد لركلة مانويل أكانجي ليعبر الإنجليز بنتيجة 5–3. في المباراة التي أقيمت على أرضية الملعب الفيستفالي، قابل المنتخب الإنجليزي نظيره الهولندي، تقدَّم تشافي سيمونز للهولنديين في الدقيقة السابعة، ثم عدَّل هاري كين النتيجة من ركلة جزاء، قبل أن يحسم البديل أولي واتكينز الـتأهل للإنجليز في الدقيقة الأولى من الوقت المضاف 90+1، لتعبر إنجلترا إلى نهائي بطولة أمم أوروبا للمرة الثانية على التوالي، النهائي الأول لها في بطولة كبرى خارج أرضها.
| م | الفريق  | لعب | نقاط |
| - | ------- | --- | ---- |
| 1 | إسبانيا | 3   | 9    |
| 2 | إيطاليا | 3   | 4    |
| 3 | كرواتيا | 3   | 2    |
| 4 | ألبانيا | 3   | 1    |

| م | الفريق   | لعب | نقاط |
| - | -------- | --- | ---- |
| 1 | إنجلترا  | 3   | 5    |
| 2 | الدنمارك | 3   | 3    |
| 3 | سلوفينيا | 3   | 3    |
| 4 | صربيا    | 3   | 2    |

## ما قبل المباراة

### حفل الافتتاح
ستقوم فرقة الموسيقية الإيطالية ميدوزا وفرقة البوب روك الأمريكية ون ريبوبليك ومغني البوب الألماني ليوني بأداء الأغنية الرسمية لبطولة نهائيات كأس الأمم الأوروبية 2024 والتي تسمى "Fire".

### طاقم التحكيم
في 11 يوليو 2024، أعلنت لجنة الحكام في الاتحاد الأوروبي لكرة القدم أن الحكم الفرنسي فرانسوا ليكسييه سيكون حكمًا للمباراة النهائية، وهو حكم دولي منذ عام 2017 وأدار 65 مباراة في الدوري الأوروبي في مسيرته. في هذه البطولة، أدار ثلاث مباريات في دور المجموعات، بين كرواتيا وألبانيا في المجموعة الثانية والدنمارك وصربيا في المجموعة الثالثة ومباراة واحدة من دور الستة عشر بين إسبانيا وجورجيا. وكان أيضًا الحكم الرابع في المباراة الافتتاحية بين ألمانيا المضيفة واسكتلندا في ميونيخ. خلال الموسم السابق، تولى مسؤولية عشر مباريات في منافسات الأندية الأوروبية في دوري أبطال أوروبا والدوري الأوروبي وكان الحكم الرابع في نهائي دوري أبطال أوروبا 2024 بين بوروسيا دورتموند وريال مدريد في ويمبلي. وكان أيضًا حكمًا لكأس السوبر الأوروبي 2023 بين مانشستر سيتي وإشبيلية في بيرايوس.
وسينضم إليه مواطناه سيريل مونييه ومهدي رحموني كحكمين مساعدين، بينما سيكون الحكم البولندي سيمون مارسينياك حكما رابعا. سيكون حكم الفيديو المساعد (VAR) هو الحكم الفرنسي جيروم بريسارد، يعاونه مواطنه الفرنسي ويلي ديلاجو ويدعمه الحكم الإيطالي ماسيميليانو إيراتي. سيكون الحكم البولندي توماش ليستكيويتز حكمًا احتياطيًا مساعدًا.

### المواجهات المباشرة
آخر مواجهة بين المنتخبين في بطولة دولية كبرى كانت في ربع نهائي بطولة أمم أوروبا 1996، والتي فازت بها إنجلترا بركلات الترجيح بعد انتهى المباراة بالتعادل السالبي. كان مدرب منتخب إنجلترا الحالي جاريث ساوثجيت يلعب في ذلك الوقت في مركز قلب الدفاع الأساسي لفريق الأسود الثلاثة. جاء فوز منتخب إسبانيا الوحيد على منتخب إنجلترا في بطولة كبرى في مرحلة المجموعات بكأس العالم 1950.
كانت آخر المباريات التنافسية في الدوري أ من دوري الأمم الأوروبية 2018–19، حيث فاز المنتخبان خارج أرضهما؛ فازت إسبانيا بنتيجة 2–1 على ملعب ويمبلي بينما فازت إنجلترا بنتيجة 3–2 على ملعب بينيتو فيلامارين في إشبيلية.

## المباراة

### تفاصيل المباراة

#### الشوط الأول
حصلت إسبانيا على ركلة ركنية في الدقائق الأولى أبعدها لاعبو منتخب إنجلترا، عززت إسبانيا استحواذها على الكرة بتمريرات متكررة، ثم حصلت إنجلترا على ركلة حرة بعد خطأ على جود بيلينغهام في الدقيقة العاشرة، أرسلها لوك شو نحو منطقة الجزاء؛ وتسبب خطأ على المدافع الاسباني أيمريك لابورت خلال هذه اللعبة في منح خطأ لصالح إسبانيا، فأخذ ويليامز الكرة مرة أخرى إلى منطقة الجزاء. بتنظيمها الدفاعي منعت إنجلترا إسبانيا من التسديد على المرمى، إلا أن المنتخب الانجليزي لم يتمكن من الاستحواذ على الكرة كثيرًا وواجهت صعوبة في التعامل معها، بينما بدت إسبانيا أكثر استقرارًا وتمكنت من اللعب بين الخطوط. بدأت إنجلترا في اللعب بشكل أفضل لفترة بعد الدقيقة الخامسة عشرة، مع فرص من بوكايو ساكا. مستهدفةً نفس المنطقة خلف المدافع الإسباني مارك كوكوريلا، مع فقدان إنجلترا على الكرة في الدقيقة 21، عادت الكرة مرة أخرى تحت ضغط داني أولمو. الذي أرسل الكرة إلى لامين يامال، الشاب الأكثر هدوءًا وإتقاناً في محاولات الهجومية لمنتخب إسبانيا، تم تحويل تسديدة يامال إلى ركلة ركنية، خلاله تمكن منتخب إنجلترا من الاستحواذ علي الكرة وتحويلها لهجمة مرتدة انتهت بارتكب داني كارفاخال خطأ على ساكا. مع قيام كارفاخال بحركات استفزازية بإشارة البكاء تجاه لاعبي إنجلترا آثارت قائد إنجلترا هاري كين وتداخله مع الحكم بشأن عدم اظهاره البطاقة الصفراء ضد كارفاخال. أرسل لوك شاو الركلة الحرة إلى حافة منطقة الجزاء؛ تحصل عليها كين على الكرة لكنه خسرها وارتكب خطأ على فابيان رويز، نتيجتها تحصل هاري كين على البطاقة الصفراء، بعد بضع دقائق سدد رويز نحو المرمى منتخب لم تشكل خطورة على حارس المرمى الإنجليزي جوردان بيكفورد.
في حوالي الدقيقة 30، حاول أولمو الوصول للكرة العالية لكنه ارتكب خطأ ضد ديكلان رايس، ليحصل أولمو على بطاقة صفراء؛ في الدقيقة 34 تحصل يامال على الكرة متغلبًا على لوك شاو على الجناح وقام بمحاولة جيدة داخل منطقة الجزاء، تمكن لوك شاو من التدخل القوي منزلق لتحويل الكرة إلى ركلة ركنية، مما أدى إلى ركلة ركنية أخرى. أرسل يامال هذه الكرة إلى أولمو على حافة منطقة الجزاء، الذي تم منع تسديدته. تحسن أداء منتخب إنجلترا في نهاية الشوط الأول، حيث راوغ المدافع جون ستونز عبر خط الوسط إلى الثلث الأخير وأرسل تمريرة بينية إلى كين في المنطقة؛ منعه خط الدفاع الاسباني من الاستفادة منها، سنحت لإنجلترا فرصة أخرى قبل أن تفقد الكرة، حولها المهاجم الإسباني ألفارو موراتا إلى منطقة الجزاء، لكن مدافعي إنجلترا ستونز ومارك غويهي منعاه من ذلك، متسببًا في ركلة ركنية لإسبانيا لم تُسفر عن أي نتيجة. استحوذ بيلينغهام على الكرة في نصف ملعب إنجلترا الهجومي ومررها إلى كين، الذي تصدى رودري لتسديدة الأخير. تعرض بعدها كايل ووكر لخطأ منح إنجلترا ركلة حرة على بعد 35 ياردة من المرمى؛ وجدت عرضية رايس فيل فودين عند القائم البعيد، الذي وصل للكرة من زاوية ضيقة، لينتهي الشوط الأول بعد دقيقتين إضافيتين بالتعادل السلبي.
| إسبانيا                        | 2–1   | إنجلترا   |
| ------------------------------ | ----- | --------- |
| - ويليامز 47' - أويارزابال 86' | تقرير | 73' بالمر |

| طقم الحارس | إسبانيا | إنجلترا | طقم الحارس |

|                   |     | تشكيلة الفريق:   |     |     |
| GK                | 23  | أوناي سيمون      |     |     |
| RB                | 2   | داني كارفاخال    |     |     |
| CB                | 3   | روبين لو نورماند |     | 83' |
| CB                | 14  | إيميرك لابورت    |     |     |
| LB                | 24  | مارك كوكورييا    |     |     |
| CM                | 16  | رودري            |     | 46' |
| CM                | 8   | فابيان رويز      |     |     |
| RW                | 19  | لامين يامال      |     | 89' |
| AM                | 10  | داني أولمو       | 31' |     |
| LW                | 17  | نيكو ويليامز     |     |     |
| CF                | 7   | ألفارو موراتا    |     | 68' |
| البدلاء:          |     |                  |     |     |
| MF                | '18 | مارتن زوبيميندي  |     | 46' |
| FW                | '21 | ميكيل أويارزابال |     | 68' |
| DF                | 4   | ناتشو            |     | 83' |
| MF                | 6   | ميكل ميرينو      |     | 89' |
| المدرب:           |     |                  |     |     |
| لويس دي لا فوينتي |     |                  |     |     |

|               |    | تشكيلة الفريق: |       |     |
| GK            | 1  | جوردان بيكفورد |       |     |
| CB            | 2  | كايل ووكر      |       |     |
| CB            | 5  | جون ستونز      | 53'   |     |
| CB            | 6  | مارك جويهي     |       |     |
| RM            | 7  | بوكايو ساكا    |       |     |
| CM            | 26 | كوبي ماينو     |       | 70' |
| CM            | 4  | ديكلان رايس    |       |     |
| LM            | 3  | لوك شاو        |       |     |
| AM            | 11 | فيل فودين      |       | 89' |
| AM            | 10 | جود بيلينغهام  |       |     |
| CF            | 9  | هاري كين       | 25'   | 61' |
| البدلاء:      |    |                |       |     |
| FW            | 19 | أولي واتكينز   | 90+1' | 61' |
| MF            | 24 | كول بالمر      |       | 70' |
| FW            | 17 | إيفان توني     |       | 89' |
| المدرب:       |    |                |       |     |
| غاريث ساوثغيت |    |                |       |     |

| طاقم التحكيم المساعد | قانون المباراة: |
| - الحكام المساعدين: يريل موجنييه، مهدي رحموني (فرنسا) - الحكم الرابع: شيمون مارتشينياك (بولندا) - الحكم المساعد الاحتياطي: توماش ليستكيويتز (بولندا) - حكم تقنية الفيديو: جيروم بريسارد (فرنسا) - مساعد حكم تقنية الفيديو: ويلي ديلاجو (فرنسا)، ماسيميليانو إيراتي (إيطاليا) | - يقام نهائي المسابقة من مباراة واحدة بنظام خروج المغلوب. - تلعب المباراة من 90 دقيقة مقسومة إلى شوطين مدة كل شوط 45 دقيقة. - تلعب أشواط إضافية في حال استمرار التعادل من 30 دقيقة مقسومة إلى شوطين مدة كل شوط 15 دقيقة. - تطبق قاعدة ركلات الجزاء الترجيحية في حال استمرار التعادل في الأشواط الإضافية. - تواجد اثنى عشر لاعب على مقاعد الاحتياط، يمكن إجراء ما يصل إلى خمسة تغيرات، بالإضافة إلى إمكانية تغيير سادس في حال وصول المباراة للأشواط الإضافية. |

### الإحصائيات
| الإحصائيات           | إسبانيا | إنجلترا |
| -------------------- | ------- | ------- |
| الأهداف المسجلة      | 0       | 0       |
| مجموع التسديدات      | 4       | 3       |
| التسديدات على المرمى | 0       | 1       |
| التصديات             | 1       | 0       |
| الاستحواذ على الكرة  | 66%     | 34%     |
| الركنيات             | 6       | 1       |
| الأخطاء المرتكبة     | 6       | 2       |
| التسللات             | 0       | 0       |
| البطاقات الصفراء     | 1       | 1       |
| البطاقات الحمراء     | 0       | 0       |

| الإحصائيات           | إسبانيا | إنجلترا |
| -------------------- | ------- | ------- |
| الأهداف المسجلة      | 2       | 1       |
| مجموع التسديدات      | 10      | 6       |
| التسديدات على المرمى | 5       | 2       |
| التصديات             | 1       | 3       |
| الاستحواذ على الكرة  | 59%     | 41%     |
| الركنيات             | 4       | 1       |
| الأخطاء المرتكبة     | 5       | 3       |
| التسللات             | 1       | 0       |
| البطاقات الصفراء     | 0       | 2       |
| البطاقات الحمراء     | 0       | 0       |

| الإحصائيات           | إسبانيا | إنجلترا |
| -------------------- | ------- | ------- |
| الأهداف المسجلة      | 2       | 1       |
| مجموع التسديدات      | 14      | 9       |
| التسديدات على المرمى | 5       | 3       |
| التصديات             | 2       | 3       |
| الاستحواذ على الكرة  | 63%     | 37%     |
| الركنيات             | 10      | 2       |
| الأخطاء المرتكبة     | 11      | 5       |
| التسللات             | 1       | 0       |
| البطاقات الصفراء     | 1       | 3       |
| البطاقات الحمراء     | 0       | 0       |

## روابط خارجية
- الموقع الرسمي